# Rym Ali

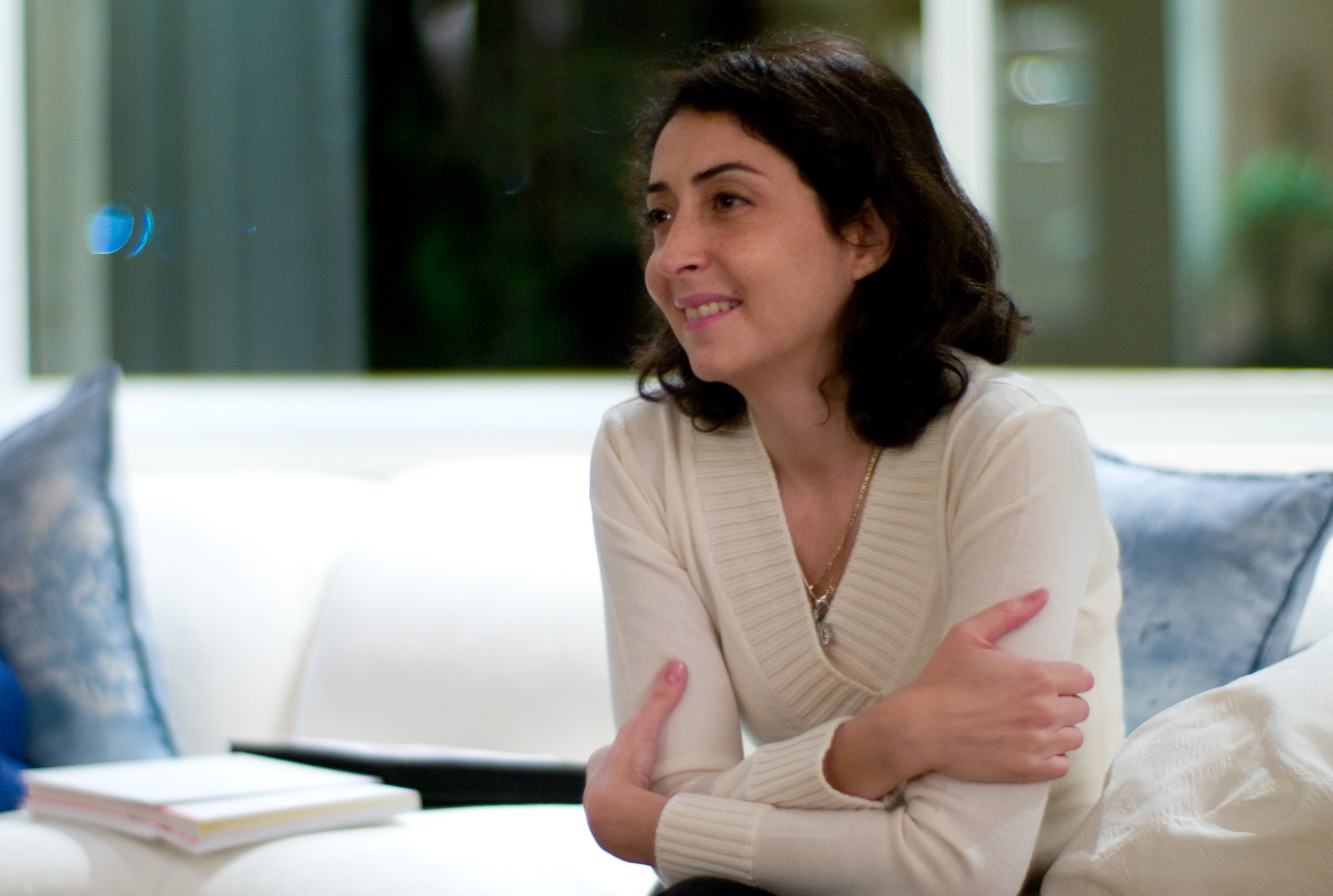
Rym Ali

Prinzessin Rym Ali (arabisch ريم علي, DMG Rīm ʿAlī; * 1969 in Kairo als Rym Lakhdar Brahimi, arabisch ريم الأخضر الإبراهيمي / Rīm al-Aḫḍar al-Ibrāhīmī) ist eine ehemalige algerische Journalistin und die Ehefrau des jordanischen Prinzen Ali bin al-Hussein.

## Leben
Rym ist die Tochter des algerischen Diplomaten Lakhdar Brahimi. Sie wuchs in Großbritannien und Algerien auf und studierte in Frankreich und den USA. Ihren BA-Abschluss in Geographie und den MA in Englischer Sprache und Literatur machte sie an der Universität von Paris. Sie studierte Politikwissenschaften und Internationale Beziehungen in Institut d’études politiques de Paris sowie Journalismus an der Columbia University.
Am 7. September 2004 heiratete sie Prinz Ali bin al-Hussein von Jordanien. Das Paar hat zwei Kinder: Prinzessin Jalila bint Ali (* 16. September 2005) und Prinz Abdullah bin Ali (* 19. März 2007).

## Beruf
Vor ihrer Hochzeit arbeitete Rym Ali als Journalistin. Sie begann 1998 bei CNN, unter anderem von 2001 bis 2004 als Korrespondentin in Bagdad. Später arbeitet sie für Dubai TV, Bloomberg Television, Radio Monte Carlo und United Press International, schließlich für die BBC.
Am 14. August 2006 gründete Rym Ali das Jordan Media Institute (JMI), eine Ausbildungsstätte für Journalisten, die mit der Universität von Jordanien zusammenarbeitet.
Seit 2007 ist Rym Ali Mitglied der Königlichen Filmkommission Jordaniens.

## Auszeichnungen
Rym Ali erhielt mehrere Journalismus-Preise, unter anderem im Juli 2011 den italienischen Preis als Best International Journalist bei der 32. Ischia International Journalism Awards Ceremony.
Am 20. September 2011 wurde Rym Ali als Ritter in die französische Ehrenlegion aufgenommen.